# Jannie van Eyck-Vos
Johanna (Jannie) van Eyck-Vos (Bussum, 19 januari 1936 – De Bilt, 16 juni 2020) was een Nederlandse atlete, die zich later specialiseerde op het onderdeel 800 m, nadat zij zich aan het begin van haar atletiekloopbaan vooral op speerwerpen had toegelegd. Hierop veroverde zij in 1956 zelfs eenmaal een nationale titel.

## Loopbaan
Van Eyck-Vos nam in 1962 als 800-meterloopster deel aan de Europese kampioenschappen in Belgrado. In haar serie 800 m werd zij derde in 2.11,3 en was daarmee uitgeschakeld. Beter verging het haar landgenote Gerda Kraan, die er de Europese titel veroverde.
In 1964 volgde voor Jannie van Eyck-Vos het hoogtepunt in haar carrière, deelname aan de Olympische Spelen van Tokio. Hier drong zij op de 800 m door tot de halve finale, waarin zij met een zesde plaats in een persoonlijk beste tijd van 2.05,7 werd uitgeschakeld.
Van Eyck-Vos veroverde ook eenmaal een nationale titel op deze afstand.
Jannie van Eyck-Vos was gedurende haar atletiekloopbaan lid van de Gooise Atletiek Club in Hilversum.

## Nederlandse kampioenschappen
| Onderdeel   | Jaar |
| ----------- | ---- |
| 800 m       | 1966 |
| speerwerpen | 1956 |

## Persoonlijke records
| Onderdeel   | Prestatie | Datum           | Plaats    |
| ----------- | --------- | --------------- | --------- |
| 400 m       | 55,7 s    | 25 mei 1964     | Enschede  |
| 800 m       | 2.05,7    | 19 oktober 1964 | Tokio     |
| speerwerpen | 40,26     | 5 augustus 1956 | Rotterdam |

## Prestatie-ontwikkeling

### 800 m
- 1960: 2.15,3
- 1961: 2.11,1
- 1962: 2.08,0
- 1963: 2.07,7
- 1964: 2.05,7
- 1965: 2.07,1